# Saigō
Saigō (西郷村, Saigō-son) était un village du district de Higashiusuki (préfecture de Miyazaki), sur l'île de Kyūshū, au Japon.

## Géographie

### Démographie
Le 1er juin 2005, Saigō comptait 2 603 habitants, répartis sur une superficie de 138,32 km2 (densité de population de 19 hab./km2).

## Histoire
Le 1er janvier 2006, Saigō fusionne avec les villages de Kitagō et Nangō pour former la ville de Misato.